# Mellon Collie and the Infinite Sadness
Mellon Collie and the Infinite Sadness is het derde album van de Amerikaanse alternatieve rockband The Smashing Pumpkins. Het album werd uitgebracht op 24 oktober 1995 door Virgin Records. Naast Billy Corgan, de zanger van Smashing Pumpkins, werkten Flood en Alan Moulder aan het dubbelalbum. Het album bevat twee cd's met elk veertien liedjes.
Het album bevat onder andere de singles Bullet with Butterfly Wings, 1979, Tonight, Tonight, Zero, Jellybelly en Thirty-Three. Het album was een succes in 1995. Met Bullet with Butterfly Wings werd de nummer 1 op vele hitlijsten gehaald. Uiteindelijk werd het beloond met negen keer platina door de RIAA en zeven Grammy Award-nominaties in 1997.
In 2012 werd een Deluxe uitgave van het album uitgebracht.

## Tracks
| Nr. | Titel                                  | Duur |
| --- | -------------------------------------- | ---- |
| 1.  | Mellon Collie and the Infinite Sadness | 2:52 |
| 2.  | Tonight, Tonight                       | 4:14 |
| 3.  | Jellybelly                             | 3:01 |
| 4.  | Zero                                   | 2:41 |
| 5.  | Here Is No Why                         | 3:45 |
| 6.  | Bullet with Butterfly Wings            | 4:18 |
| 7.  | To Forgive                             | 4:17 |
| 8.  | Fuck You (An Ode to No One)            | 4:51 |
| 9.  | Love                                   | 4:21 |
| 10. | Cupid de Locke                         | 2:50 |
| 11. | Galapogos                              | 4:47 |
| 12. | Muzzle                                 | 3:44 |
| 13. | Porcelina of the Vast Oceans           | 9:21 |
| 14. | Take Me Down                           | 2:52 |

| Nr. | Titel                     | Duur |
| --- | ------------------------- | ---- |
| 1.  | Where Boys Fear to Tread  | 4:22 |
| 2.  | Bodies                    | 4:12 |
| 3.  | Thirty-Three              | 4:10 |
| 4.  | In the Arms of Sleep      | 4:12 |
| 5.  | 1979                      | 4:25 |
| 6.  | Tales of a Scorched Earth | 3:46 |
| 7.  | Thru the Eyes of Ruby     | 7:38 |
| 8.  | Stumbleine                | 2:54 |
| 9.  | X.Y.U.                    | 7:07 |
| 10. | We Only Come Out at Night | 4:05 |
| 11. | Beautiful                 | 4:18 |
| 12. | Lily (My One and Only)    | 3:31 |
| 13. | By Starlight              | 4:48 |
| 14. | Farewell and Goodnight    | 4:22 |